# Copenhagen Time
Copenhagen Time è un album in studio del chitarrista e cantante danese René Evald. In occasione dei Danish Music Awards è stato nominato migliore album country del 2009, mentre la rivista Canadian Real Blues Magazine lo ha incluso tra le 100 migliori pubblicazioni in ambito blues alla posizione 46. Contiene 11 tracce, delle quali la title track scritta dallo stesso Evald.

## Tracce
1. "Not Fade Away" (Charles Hardin Holly, Norman Petty)
2. "The River" (John Hiatt)
3. "Copenhagen Time" (René Evald)
4. "Going Down The Road" (Lee Hays, Woody Guthrie)
5. "Poor Man" (Alfred Reed)
6. "Sunshine Of Your Love" (Jack Bruce, Eric Clapton, Pete Brown)
7. "Deep River Blues" (Tradizionale)
8. "Tomorrow's Such A Long Time" (Bob Dylan)
9. "Always On My Mind" (Johnny, Christopher, Mark James, Wayne Carson)
10. "My Old Kentucky Home" (Stephen Foster, Randy Newman)
11. "Trouble In Mind" (Tradizionale)

## Formazione
- René Evald - voce e chitarra
- Jens Elbøl - basso elettrico
- Jesper Grandetoft - batteria e percussioni
- Lynge Wagner - dobro e steel guitar
- Henrik Littauer - pianoforte e accordeon
- Louise Støjberg - cori